# Louis Frédéric Schützenberger
Louis Frédéric Schützenberger (Strasburgo, 8 settembre 1825 – Strasburgo, 17 aprile 1903) è stato un pittore francese.

## Biografia
Primogenito del birraio Schützenberger di rue des Balayeurs a Strasburgo, Louis Frédéric, già all'età di otto anni si divertiva a ritrarre con il gesso sulle pietre di ardesia e sui tavoli, i cacciatori che frequentavano la locanda di suo padre, ed anche la selvaggina dei loro carnieri: caprioli, lepri, pernici. Tra i clienti abituali della locanda vi era anche il pittore Gabriel-Christophe Guérin. Costui convinse il birraio a sostenere la vocazione artistica del figlio, che divenne così suo allievo. Nell'atelier di Guérin il giovane Frédéric acquisì le nozioni basilari del disegno classico, dell'anatomia e della prospettiva, prima di recarsi a Parigi nel 1842, consigliato e incoraggiato del suo maestro. 
All'età di 17 anni entrò quindi nell'atelier di Hippolyte Delaroche, pittore storico, e quando Delaroche partì per il suo lungo viaggio in Italia nel 1843, egli passò all'École des beaux-arts, sotto la direzione di Charles Gleyre, il precursore del simbolismo, che influenzò per molto tempo la sua vita d'artista. Nell'atelier di Gleyre, Schützenberger frequentò assiduamente diversi altri allievi e pittori, fra i quali in particolare Jean-Léon Gérôme, Auguste Toulmouche, Gustave Brion, Frédéric Théodore Lix, Jean-Louis Hamon. Nel 1848, all'età di 23 anni, vinse la sua prima medaglia e, due anni più tardi, fece il suo debutto al "Salon de Paris" ottenendo la sua terza medaglia. Nel 1852, ebbe ancora una medaglia per il suo quadro "Parabole des Vierges folles et des Vierges sages", forse ispirandosi alle statue del portale della cattedrale di Strasburgo. La sua  Danse grecque, acquistata dallo Stato e collocata nel Museo del Luxembourg, resta una dei suoi successi incontestati..
 
Nel 1861 partì per Roma e vi resto più di un anno. Di ritorno a Parigi, nel 1862, traslocò nell'edificio soprannominato La Boîte à thé, al 70 di rue Notre-Dame-des-Champs. Alcuni anni dopo, lasciò Parigi e rientrò nella sua città natale.

Sistemò il suo atelier al primo piano del castello di Scharrachbergheim-Irmstett di cui fu proprietario dal 1870 al 1885 circa. Nel 1868 fu incaricato di eseguire delle pitture decorative nel Municipio di Strasburgo e in quello di Reims, e nel 1870 fu nominato cavaliere della Légion d'honneur, in seguito all'esposizione al "Salon" di un quadro intitolato "La bagnante" (oggi conservato nei Paesi Bassi).
Artista fecondo, Schützenberger si è espresso in ogni genere pittorico. Oltre alle grandi tele storiche e alla pittura di genere, realizzò numerosi ritratti e diversi paesaggi, nei quali fissò sulla tela le immagini delle rive del Reno.

Frédéric Schützenberger morì a Strasburgo nel 1903: aveva 77 anni. Il pittore René Schützenberger era suo cugino.

## Galleria d'immagini

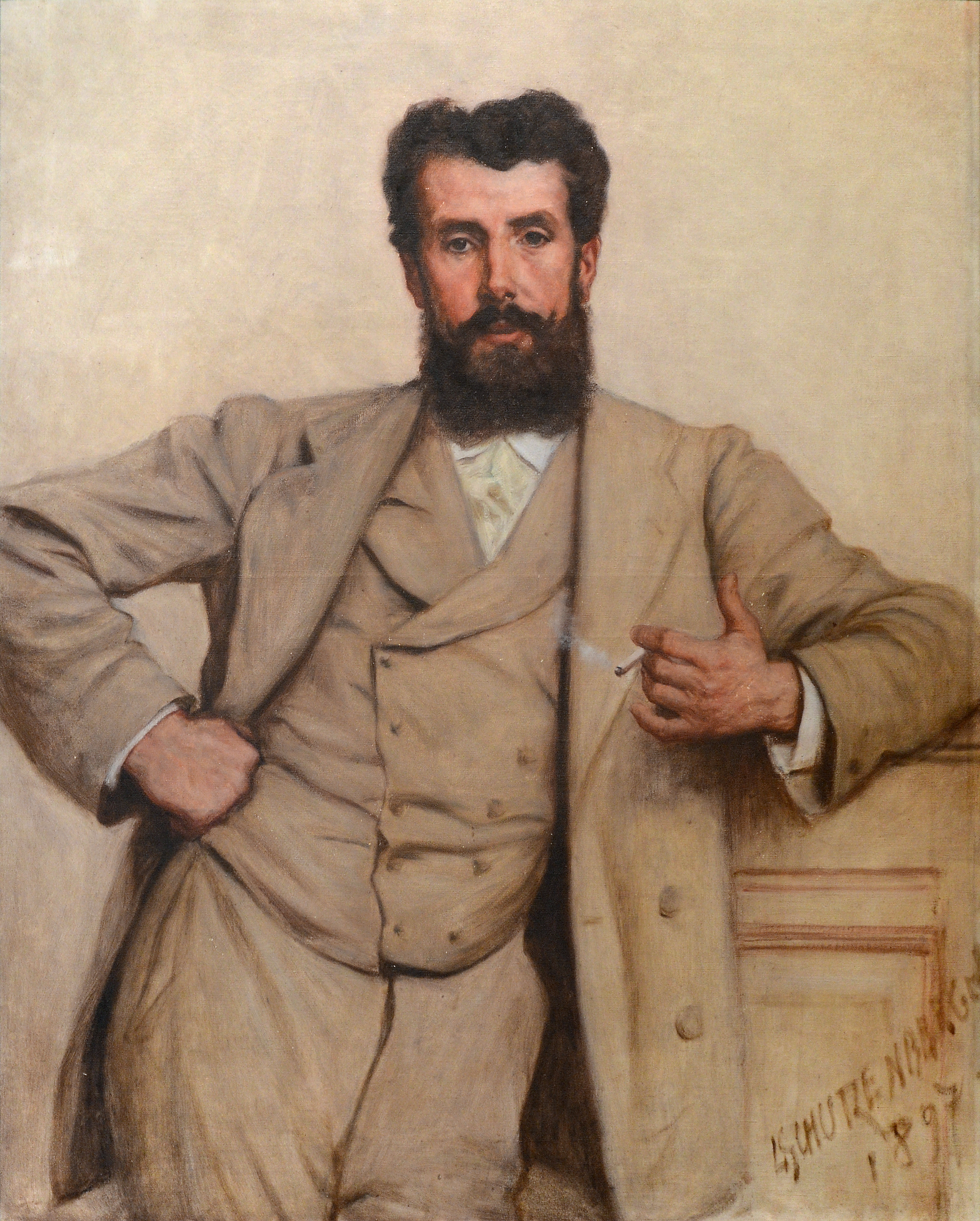
Ritratto d'uomo, 1897
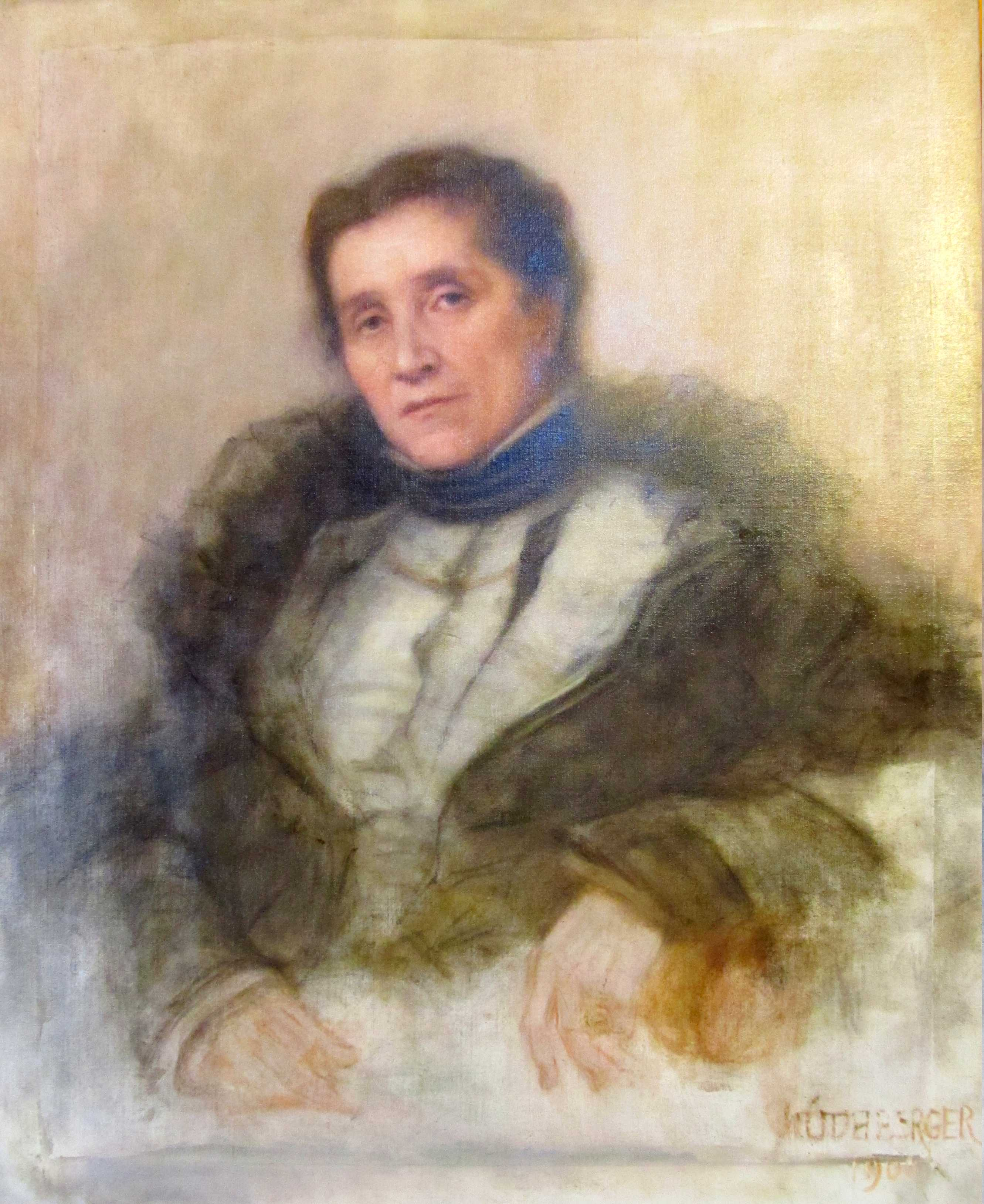
Ritratto di donna, 1900
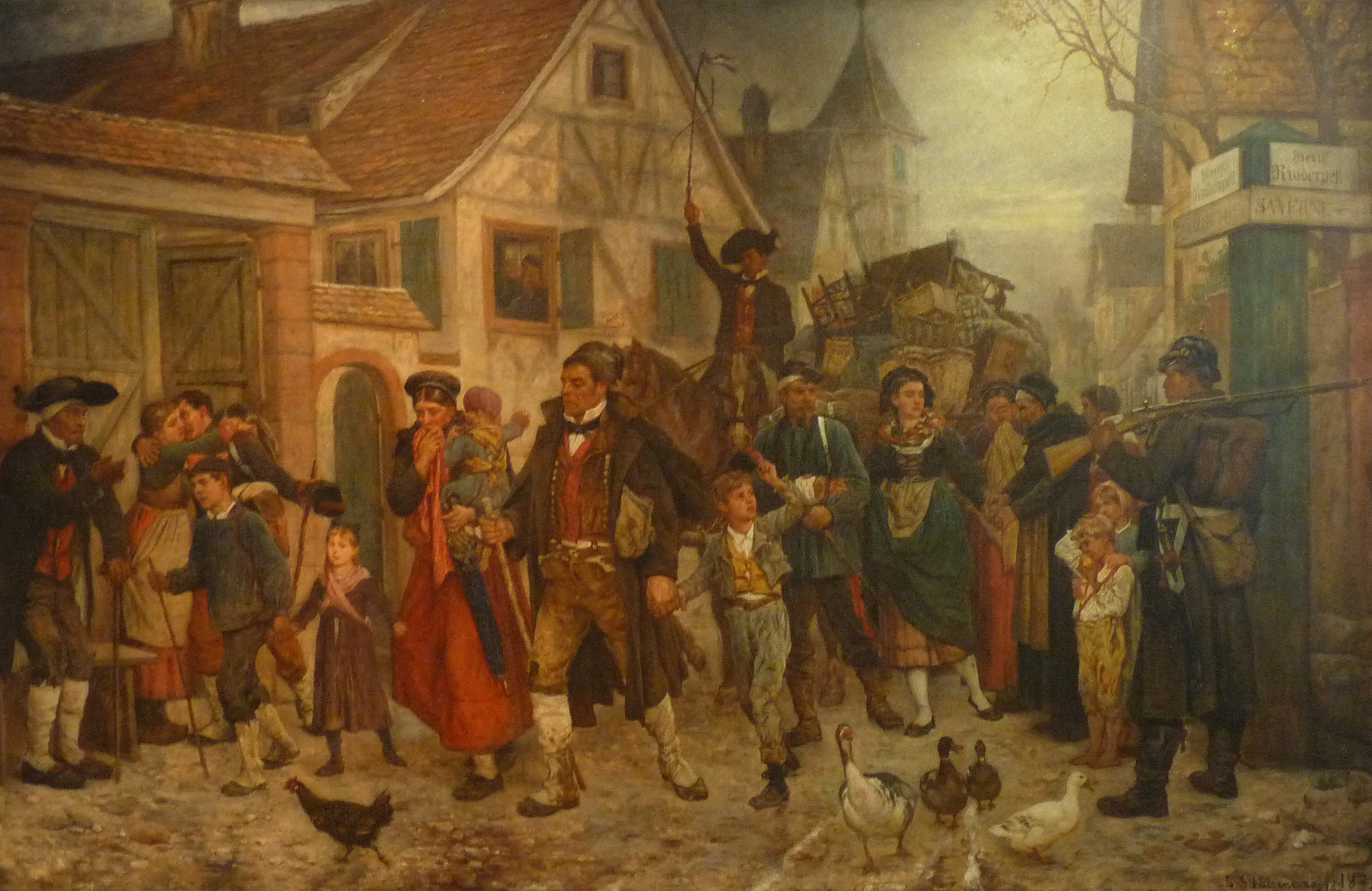
L’esodo, 1872
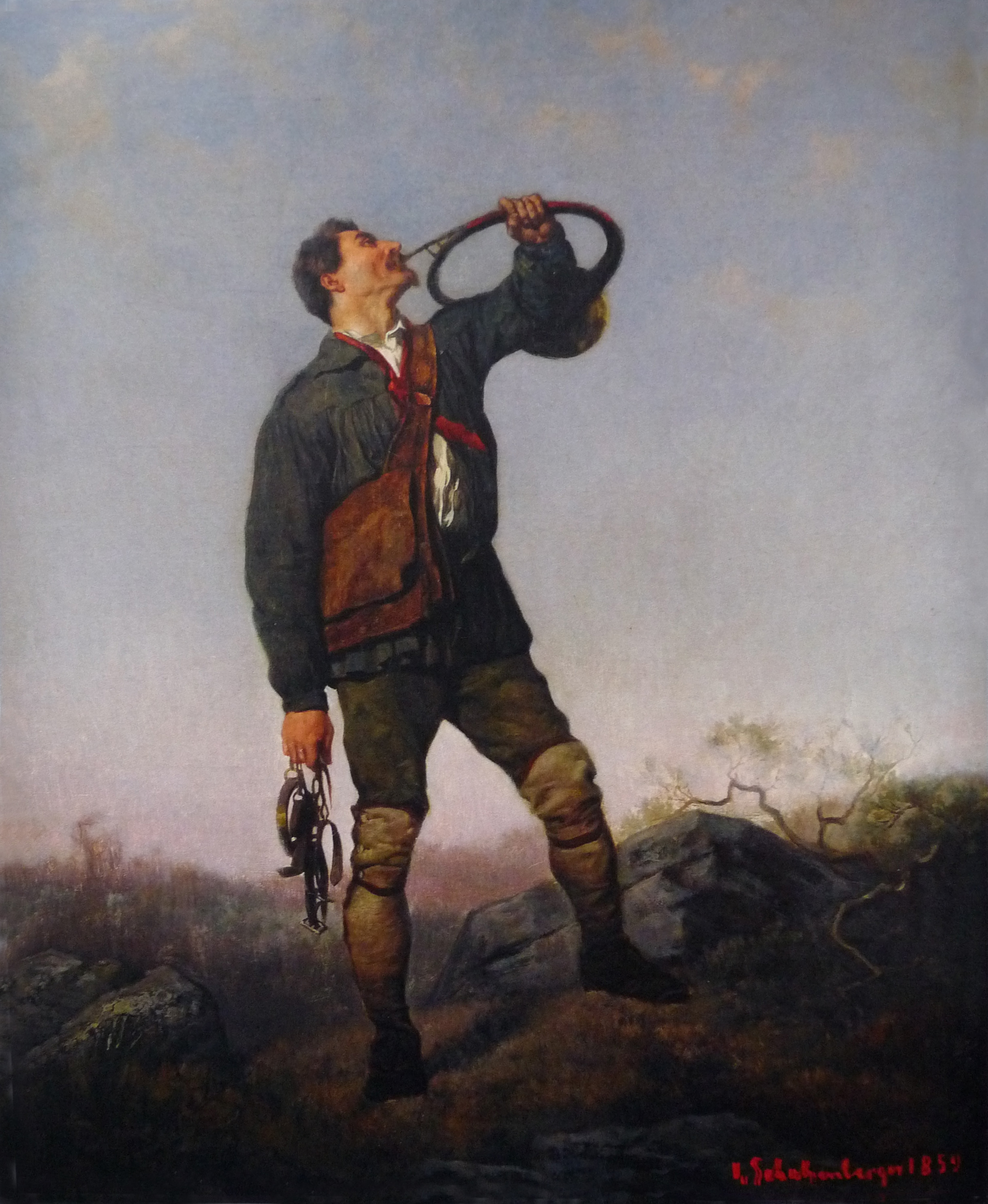
Cacciatore che suona il corno, 1859

### I nudi

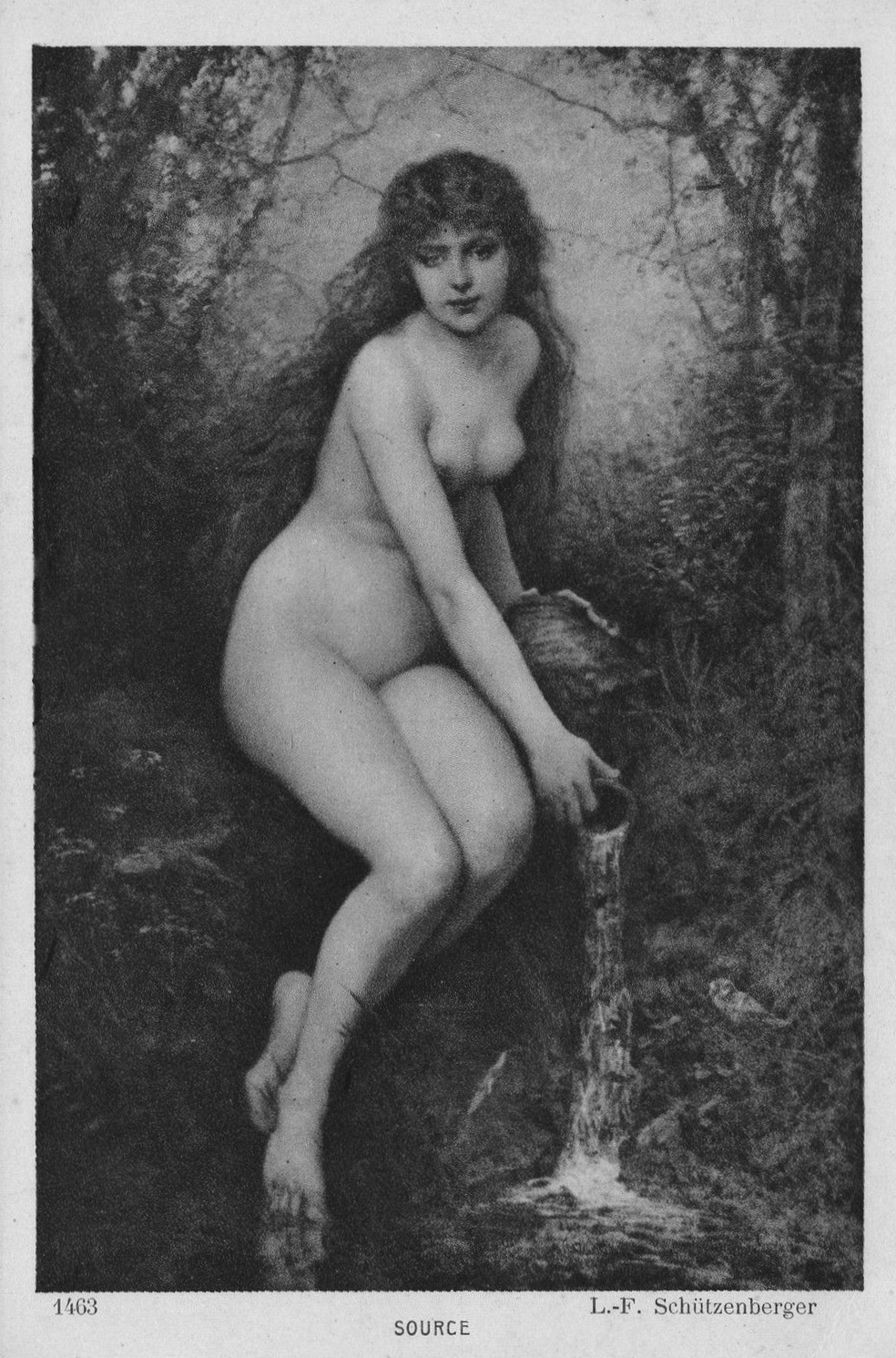
La sorgente
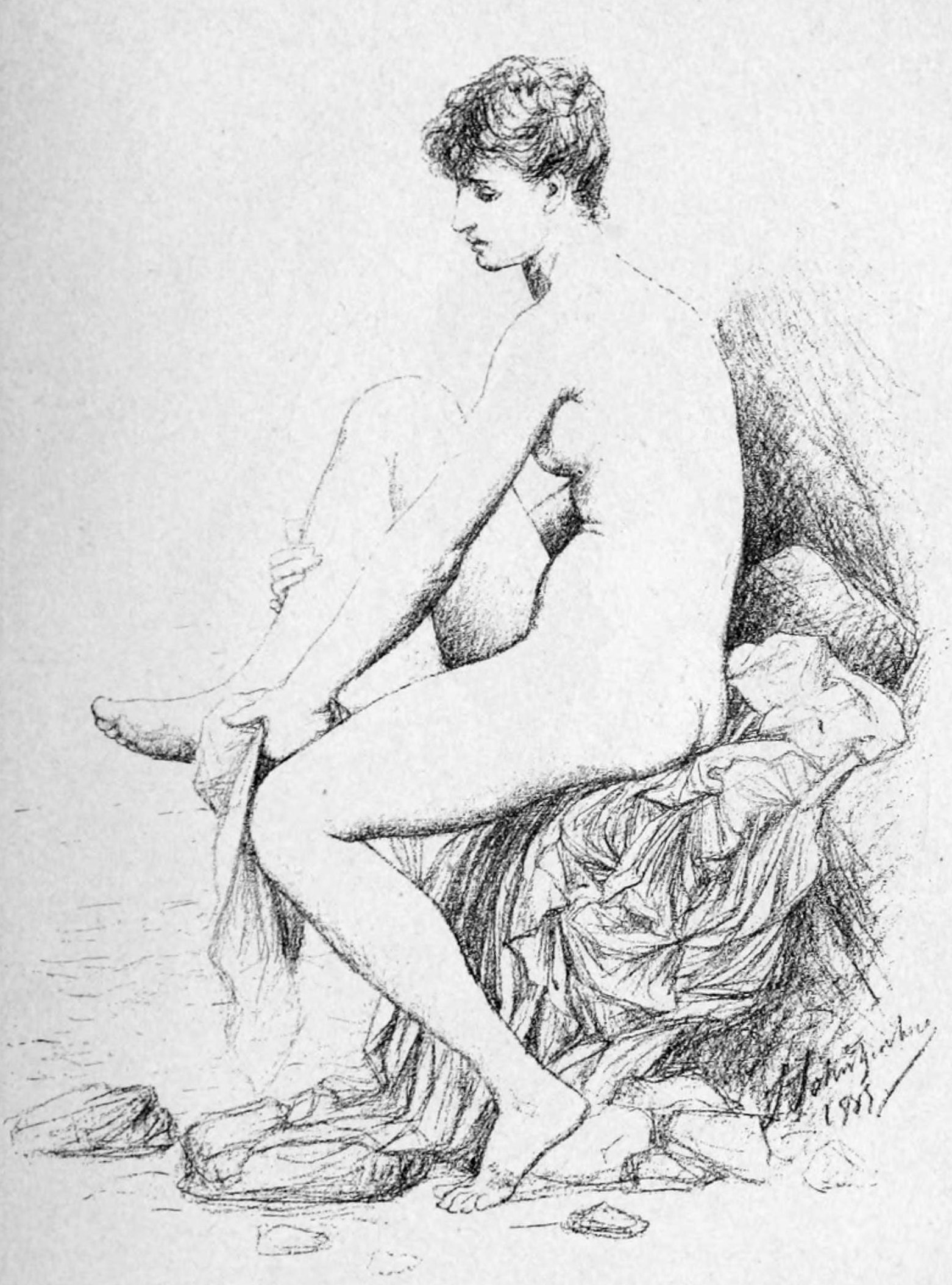
Bagnante
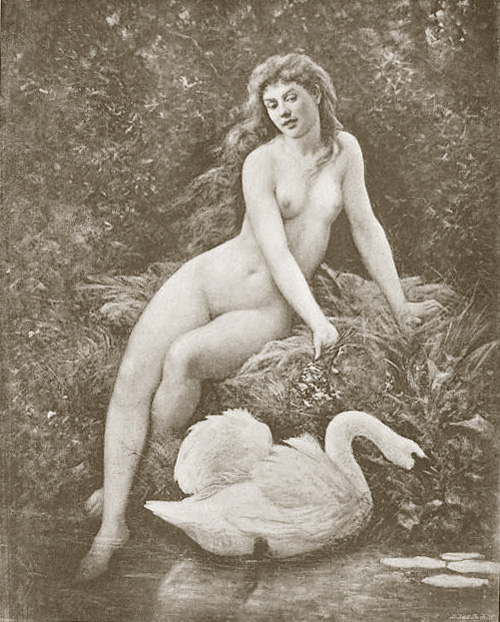
Leda e il cigno
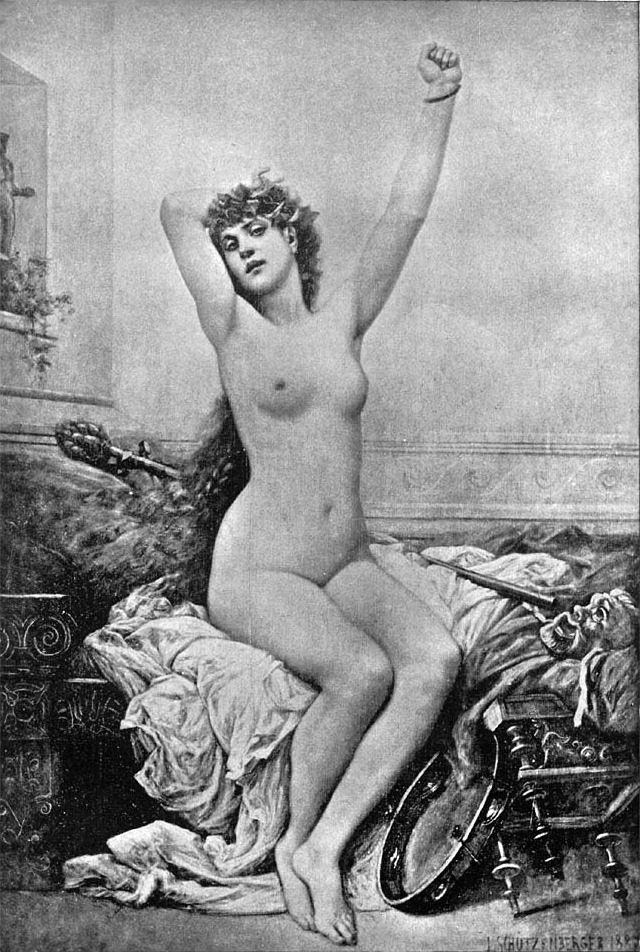
Baccante

## Opere
Elenco parziale delle opere presenti in collezioni pubbliche.
- Europe enlevée par Jupiter, 1865, Museo di belle arti di Arras[4]
- Portrait du gouverneur Louis-Gustave Binger, 1900, L’Isle-Adam, Museo d’arte e storia Louis-Senlecq[5][6]
- L’Exode (famille alsacienne quittant son pays), 1872, Mulhouse, Museo di belle arti
- Souvenir d’Italie - Fuite en Égypte, Mulhouse, Museo di belle arti
- Entrevue de César et d’Arioviste en Alsace, Mulhouse, Museo di belle arti[7]
- Le Soir, Mulhouse, Museo di belle arti
- Terpsichore, 1861, destinato al Musée d’Orsay, la sua localizzazione attuale è ignota[8]
- Centaures chassant le sanglier, 1864, Parigi, Musée d’Orsay[9]
- Femme nue, Strasburgo, Museo d'arte moderna e contemporanea[10]
- Chasseur sonnant du cor o L’Hallali, 1859, Strasburgo, Museo di belle arti
- Portrait de Mélanie Schützenberger, tante de l’artiste, verso il 1865, Strasburgo, Museo di belle arti
- Portrait de M.me Parot, 1875, Strasburgo, Museo di belle arti
- Portrait de Louis Schützenberger Père, brasseur à Schiltigheim, 1876, Strasburgo, Museo di belle arti
- Portrait de M.me Weber-Schlumberger, 1881, Strasburgo, Museo di belle arti
- Portrait d’homme, 1897, Strasburgo, Museo di belle arti
- Portrait de femme, Strasburgo, Museo di belle arti
- Portrait de Th. Berger, Strasburgo, Museo di belle arti
- La Danse grecque, Parigi, Museo del Luxembourg,
- Pygmalion et sa statue, distrutto nel bombardamento del Museo municipale di Strasburgo
- Premier astronome
- Charlemagne apprenant à écrire
- Marie Stuart sur le bord de la mer
- Giorgione
- Les Sept Péchés capitaux